# Čierna nad Tisou
Čierna nad Tisou (em húngaro: Tiszacsernyő) é uma cidade da Eslováquia, situada no distrito de Trebišov, na região de Košice. Tem 9,37 km² de área e sua população em 2018 foi estimada em 3.593 habitantes.

## Demografia
| Ano:        | 1994 | 2004    | 2014    | 2024   |
| ----------- | ---- | ------- | ------- | ------ |
| Broj ljudi: | 5032 | 4390    | 3683    | 3367   |
| Razlika:    |      | -12,75% | -16,10% | -8,57% |

| Ano:               | 2023 | 2024   |
| ------------------ | ---- | ------ |
| Número de pessoas: | 3406 | 3367   |
| Diferença:         |      | -1,14% |